# Heleen Jaques
Heleen Jaques (Tielt, 20 april 1988) is een Belgische ex-voetbalster. In 2020 nam ze afscheid van het Belgisch voetbalelftal. In mei 2021 speelde ze haar laatste wedstrijd voor Gent en nam ze afscheid van het vrouwenvoetbal als speelster. 

## Loopbaan

### Club
Jaques debuteerde op het hoogste niveau bij Sint-Truidense VV. Tijdens het seizoen 2009/2010 werd Jaques met STVV Belgisch landskampioen. Mede door deze titel versierde ze in de zomer van 2010 een transfer naar het Duitse Herforder SC om nadien in Duitsland ook uit te komen voor Turbine Potsdam waarmee ze ook debuteerde in de Champions League. In de zomer van 2013 keerde Jaques terug naar België waar ze twee seizoenen zou spelen voor Club Brugge. Vanaf medio 2015 kwam Jaques uit voor RSC Anderlecht. Paars-Wit maakte op 6 juni 2018 bekend dat Jaques naar Fiorentina verkaste.

### Belgisch voetbalelftal
Op 5 mei 2007 maakte Jaques op 19-jarige leeftijd haar debuut voor het Belgisch voetbalelftal tijdens een interland tegen Zwitserland. Jaques maakte ook deel uit van de selectie van de Red Flames tijdens het Europees kampioenschap voetbal vrouwen 2017. Ze stond de drie Belgische wedstrijden volledig op het veld. 

### Bondscoach
Na haar einde als actief voetbalster, nam ze in juni 2021 de taak op zich bij de Koninklijke Belgische Voetbalbond hoofdcoach te worden van de jeugdteams van de Red Flames.